# Eu sou uma lésbica
Eu sou uma lésbica es un cuento erótico escrito por la autora brasileña Cassandra Rios y publicado en la revista Status en 1980.

## Contexto
Ríos relata las aventuras amorosas de una lesbiana en los años sesenta y setenta, cuando las mujeres «aprovechaban el Carnaval para vestir pantalones largos, camisa y corbata, caracterizándose de hombres para ser mejor identificadas por las otras mujeres, las pasivas». El relato se publicó por primera vez en 1980, en forma de folleto, en la revista Status.
El libro presenta análisis vinculados a la temática de la literatura LGBTQ+, abordando la desvalorización de la escritora en relación con la pornografía y la inmoralidad que se le atribuyó durante su vida, lo que provocó su persecución política.

## Argumento
La narradora, Flávia, explica que cuando tenía siete años se enamoró de su vecina, Kênia, que entonces tenía 26 años y estaba casada. Flávia y Kênia juegan juntas y terminan involucrándose en una relación de pasión y deseo. Sin embargo, Kênia abandona la ciudad. Flávia continúa su vida como lesbiana «auténtica» y cuenta sus aventuras y decepciones con otras dos mujeres. Quince años después, Kênia regresa como viuda y Flávia recuerda que, antes de marcharse, Kênia había puesto vidrio triturado en la sopa de Eduardo, el marido de Kênia. Por fin se encuentran, reconocen el crimen cometido por el niño y reanudan su relación.